# 바람이 불어오는 곳
〈바람이 불어오는 곳〉(일본어: 風がそよぐ場所 가제가소요구바쇼[*], 카제가소요구바쇼)은 코마츠 미호의 아홉 번째 싱글이며, 1999년 6월 30일에 발매한 곡이다.

## 개요
- 전작 〈최단거리에서〉으로부터 불과 약 1개월 반 후에 발매됐다. 애니메이션 타이업 작품이 되는 것은 전년에 발매한 〈얼음 위에 서 있는 것처럼〉 이래.
- 이 작품이 8 cm 싱글 사양으로 마지막의 발매가 되며, 차작 〈당신이 있으니까〉부터는 맥시 싱글로 발매가 됐다.
- 누계매상매수 15만장.

## 수록곡
1. 바람이 불어오는 곳(風がそよぐ場所)
  - 작사 · 작곡: 코마츠 미호, 편곡: 후루이 히로히토

CBC TBS계 애니메이션 《몬스터 팜: 원반석의 비밀》 여는 곡.
가사는 자연과 지구를 테마로 하고 있다. 애니메이션 온에어 버전은 원곡과 다른 부분이 있으며, 게다가 편곡이 다르다.
2. elephant
  - 작사 · 작곡: 코마츠 미호, 편곡: 후루이 히로히토
3. 바람이 불어오는 곳 (original karaoke)
4. elephant (original karaoke)

## 같이 보기
- 몬스터 팜